# Eihautgriff
Der Eihautgriff ist eine Untersuchungsmethode zur Trächtigkeitsfeststellung beim Rind ab dem 35. Trächtigkeitstag („Kleinsäckchenstadium“). Dabei wird bei der rektalen Untersuchung der Kuh die Gebärmutter erfasst und zwischen Daumen und Zeigefinger deren Wand palpiert. Im Falle einer Trächtigkeit ist aufgrund der vorhandenen Eihäute eine scheinbare Doppelwandigkeit zu ertasten, wobei der Rand des Allantochorions wie eine Saite durch die Finger gleitet. Der Eihautgriff ist bei Färsen einfacher als bei Kühen, die bereits mehrere Trächtigkeiten hatten. Ab dem 4. Trächtigkeitsmonat („Ballonstadium“) ist der Einhautgriff nicht mehr möglich, da die große Fruchtwassermenge und die enge Verbindung zwischen mütterlichem und fetalem Anteil der Plazenta dies verhindern. Der Eihautgriff muss stets sehr vorsichtig erfolgen, da die Gefahr der Auslösung eines Abortes besteht.
Bei Stuten ist diese Untersuchungsmethode aufgrund der diffusen Verankerung der Fruchthüllen nicht möglich.